# AMD Radeon R9 Fury X
AMD Radeon R9 Fury X ou Radeon R9 Fury X é uma série de unidades de processamento de gráficos, anunciada em 16 de junho de 2015 na Electronic Entertainment Expo (E3) 2015, e lançada em 24 de junho de 2015 pela AMD, com suporte direto ao DirectX 12, e desempenho em 4K.

## DirectX e OpenGL
A placa possui desempenho otimizado para APIs da próxima geração:

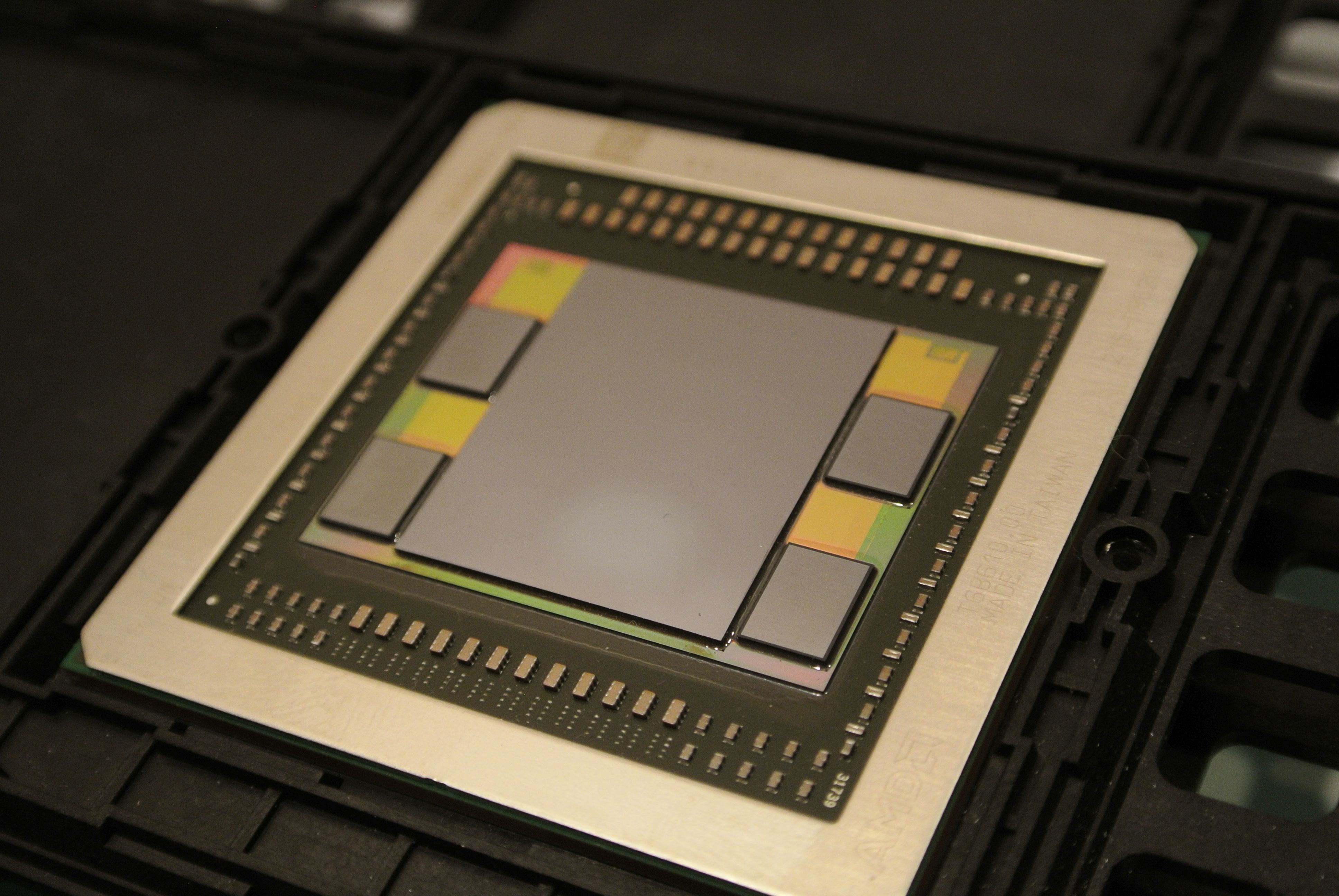
Pacote de GPU AMD Fiji que inclui a GPU Fiji, memória HBM. É a GPU que alimenta a Radeon R9 Fury X.

- DirectX® 12[3]
- Vulkan™[3]
- OpenGL® 4.5[3]
- Mantle[3]

## Chip Fiji
As placas Fury X são as estreantes em uma nova tecnologia de memória RAM, o High Bandwidth Memory (HBM). As memórias de grande largura de banda prometem novos níveis de performance ao aproximar seus módulos da GPU, mantendo todos no mesmo interpositor e dessa forma agilizando em muito a comunicação entre estes componentes, e com isto conseguem larguras de banda de 512GB/s, em uma interface de memória de 4096 bit.